# 복귀군
복귀군(福貴君, 생몰년 미상)은 고구려의 왕자, 왕족 출신인 일본의 귀족으로, 고구려 문자명왕의 손자이자, 안장왕의 아들이다. 복귀군과 아들 부련은 고씨 성을 사용하였으나, 복귀군의 4대손 오가마로(烏賊麻呂)의 세대에 성씨를 고씨에서 고마씨(狛氏)로 바꾸었다 한다. 고마씨, 오코마노무라치씨(大狛連氏)와 노다씨(野田氏)의 선조이다.
《일본서기》와 《신찬성씨록》, 고마씨 족보에 따르면, 안장왕에게는 복귀군이라는 아들이 있었고, 복귀군은 일본으로 건너가 고마씨의 선조가 되었다고 한다.
《신찬성씨록》에 따르면, 오코마노 모모에(大狛百枝) 역시 복귀군의 후손으로 오코마노무라치씨의 시조가 되었다고 한다. 또, 일본의 노다씨 중에는 오가마로의 13대손이자, 복귀군의 17대손이 되는 노다 미쓰스에(野田光季)를 시조로 하는 노다씨도 존재한다.

## 가계
- 부왕 : 안장왕(安臧王, ? ~531 재위:519~531) - 일본에서는 흥안왕이라 한다.
- 모후 : 한주 ?
  - 태자 : 복귀군
  - 부인 : 일본 여성, 이름 미상
    - 아들 : 고부련(高夫連)
      - 손자 : 가무량(加武良)

## 기타
일본에서는 아악의 한 분파인 난토호가쿠(南都方樂)의 한 가문에서 복귀군 또는 복귀군의 아버지 안장왕을 시조로 받든다.

## 같이 보기
- 장수왕
- 안장왕
- 한주
- 안원왕